# Памела Джанг
Памела Джанг (англ. Pamela Jung; нар. 3 липня 1963) — колишня американська тенісистка.
Найвищу одиночну позицію світового рейтингу — 215 місце досягла 1 лютого 1988, парну — 269 місце — 21 грудня 1986 року.
Здобула 2 парні титули туру ITF.

## Фінали ITF
| турніри $25,000 |
| турніри $10,000 |

### Одиночний розряд: 2 (0–2)
| Результат | Ранг | Дата          | Турнір                     | Покриття | Суперниця            | Рахунок     |
| --------- | ---- | ------------- | -------------------------- | -------- | -------------------- | ----------- |
| Поразка   | 1.   | 31 липня 1988 | Евансвілл (Індіана), США   | Ґрунт    | Рената Марцинковська | 3–6, 2–6    |
| Поразка   | 2.   | 28 січня 1990 | Нью-Браунфелс (Техас), США | Тверде   | Марі П'єрс           | 5–7, 6-7(6) |

### Парний розряд: 2 (2–0)
| Результат | Ранг | Дата          | Турнір               | Покриття | Партнерка    | Суперниці                    | Рахунок       |
| --------- | ---- | ------------- | -------------------- | -------- | ------------ | ---------------------------- | ------------- |
| Перемога  | 1.   | 27 липня 1986 | Мехіко, Мексика      | Ґрунт    | Джуді Ньюмен | Габріела Моска Андреа Тьєцці | 3–6, 7–5, 7–6 |
| Перемога  | 2.   | 14 січня 1990 | Мідленд (Техас), США | Тверде   | Лінлі Теннер | Еллісон Купер Елені Россайдс | 6–3, 6–0      |